# 山口県立防府高等学校
山口県立防府高等学校（やまぐちけんりつ ほうふこうとうがっこう、 英語: Yamaguchi Prefectural Hofu High School）は、山口県防府市岡村町に所在する公立の高等学校。略称「防高」（ぼうこう）。

## 概要
歴史
1877年（明治10年）創立の「山口県立防府中学校」と1909年（明治42年）創立の「山口県立防府高等女学校」を前身とする。1948年（昭和23年）の学制改革の際にそれぞれ新制高等学校となった後、1950年（昭和25年）に統合され、現校名となった。1990年代後半ごろまでは男女共学でありながら、男子と女子を別の棟（教室）に分けて授業を行う男女併学制の伝統があったものの、2000年代前半の男女混合クラスを1クラス創設した過渡期を経て、現在では完全男女共学制となっている。2017年（平成29年）に創立140周年を迎えた。
校地
JR防府駅南側にある桑山（くわのやま）の東麓に立地している。山口県立防府商工高等学校とは運動場を挟んで向かい合っており、運動場の真ん中を両校の野球部の防球ネットなどで分割し、共有している全国的にも珍しい高校である。
学区
- 普通科 - 防府学区（山口市・防府市・美祢市（旧美祢郡美東町・秋芳町区域））

2002年（平成14年）に県立高等学校の普通科通学区域の見直し（統合・拡大）が実施され、防府学区は山口学区と統合、これにより旧防府学区内の中学校出身者の山口高校普通科受験（あるいは旧山口学区内の中学校の防府高校普通科受験）が容易となった。
- 衛生看護科- 全県学区（山口県全域）

設置課程・学科（・定員）
全日制課程 2学科（1学年280名・7クラス）
- 普通科（240名・6クラス）
- 衛生看護科（40名・1クラス）

専攻科
- 衛生看護科（高校3ヶ年に加えさらに2ヶ年、計5ヶ年）

同窓会
「九華会」（きゅうかかい）と称している。「東京九華会」・「関西九華会」も存在している。

## 沿革
旧制中学校（男子校）
- 1877年（明治10年）3月18日 - 「私立周陽学舎」が開校。修業年限を4ヶ年とする。
- 1898年（明治31年）4月6日 - 「佐波郡立周陽学校」に改称。
- 1904年（明治37年）4月1日 - 「私立周陽学校」に改称。
- 1908年（明治41年）4月1日 - 中学校令により、「防府町外七か村学校組合立周陽中学校」に改称。
- 1915年（大正4年）4月1日 - 県立移管により、「山口県立周陽中学校」に改称。
- 1923年（大正12年）4月1日 - 「山口県立防府中学校」に改称。
- 1947年（昭和22年）4月1日 - 学制改革（六・三制の実施）により、旧制中学校の募集を停止し、暫定的に新制中学校を併設（以下・併設中学校）。
  - 同年3月時点で旧制中学校1・2年生（1945年（昭和20年）と1946年（昭和21年）入学生）を併設中学校に収容し、新制中学校2・3年生とする。
- 1948年（昭和23年）
  - 3月31日 - 山口県立防府中学校が廃止。
  - 4月1日 - 学制改革（六・三・三制の実施）により、「山口県立防府高等学校」（新制高等学校・男子校・初代）が発足。
- 1949年（昭和24年）
  - 3月31日 - 暫定的に設置していた併設中学校を廃止。
  - 4月21日  - 山口県立防府商工高等学校を統合し、「山口県立防府南高等学校」と改称。

高等女学校
- 1909年（明治42年）4月1日 - 「佐波郡立高等女学校」が開校。
- 1920年（大正 9年）5月28日 - 「佐波郡立山口県佐波高等女学校」に改称。
- 1923年（大正12年）4月1日 - 県立移管により、「山口県立防府高等女学校」に改称。
- 1947年（昭和22年）4月1日 - 学制改革（六・三制の実施）により、高等女学校の募集を停止。
- 1948年（昭和23年）
  - 3月31日 - 山口県立高等女学校を廃止。
  - 4月1日 - 学制改革（六・三・三制の実施）により「山口県立防府女子高等学校」（新制高等学校）が発足。
- 1949年（昭和24年）4月21日 - 「山口県立防府北高等学校」に改称。

防府高等学校（二代目、現在）発足
- 1950年（昭和25年）
  - 4月1日 - 山口県立防府北高等学校と山口県立南高等学校が統合され、「山口県立防府高等学校」（現校名）と改称。
    - 全日制（普通課程と商業課程）・定時制（商業課程と工業課程）を設置。

  - 5月25日 - 定時制簿記珠算科（1年制）を新設。
- 1953年（昭和28年）4月1日 - 家庭課程家庭科を設置。全日制商業課程および定時制が分離し、山口県立防府商業高等学校として独立。
- 1964年（昭和39年）3月31日 - 家庭課程家庭科廃止。
- 1965年（昭和40年）4月1日 - 文部省（現：文部科学省）の告示により准看護婦学校に指定され、衛生看護科を設置。
- 2002年（平成14年）4月1日 - 衛生看護専攻科を設置し、文部科学省から看護師学校に指定される。
- 2012年（平成24年）4月9日 - 佐波高等学校の敷地内に佐波分校を設置。
- 2025年（令和7年）3月31日 - 佐波分校閉校[1]。

## 部活動
運動部
- テニス部
- バスケットボール部
- バレーボール部
- サッカー部
- 野球部
  - 1955年（昭和30年）4月 - 第27回選抜高等学校野球大会に中国地区代表として初出場。
  - 2010年（平成22年）3月 - 第82回選抜高等学校野球大会の21世紀枠中国地区候補校となるが落選。その後、補欠校に選出。
- 卓球部
- 陸上競技部 - 他の部活に比べインターハイ出場が多い部活であった
- 登山部
  - 全国有数の強豪校として長年に渡り好成績を残している。

| 回数 | 開催年             | 開催都道府県 | 開催会場                                                            | A隊（団体男子） | B隊（団体女子） | C隊（縦走） |
| ---- | ------------------ | ------------ | ------------------------------------------------------------------- | --------------- | --------------- | ----------- |
| 28   | 1984年（昭和59年） | 秋田県       |                                                                     | －              | －              | 優勝        |
| 29   | 1985年（昭和60年） | 石川県       |                                                                     | 優勝            | －              | －          |
| 30   | 1986年（昭和61年） | 山口県       |                                                                     | －              | 優勝            | －          |
| 32   | 1988年（昭和63年） | 大阪府       |                                                                     | －              | －              | 優勝        |
| 36   | 1992年（平成04年） | 宮崎県       |                                                                     | －              | 優勝            | 優勝        |
| 38   | 1994年（平成06年） | 富山県       |                                                                     | 第５位          | －              | －          |
| 40   | 1996年（平成08年） | 山梨県       |                                                                     | 準優勝          | －              | －          |
| 41   | 1997年（平成09年） | 京都府       |                                                                     | －              | 第３位          | －          |
| 42   | 1998年（平成10年） | 高知県       |                                                                     | 優勝            | 優勝            | －          |
| 43   | 1999年（平成11年） | 岩手県       |                                                                     | 第６位          | 第３位          | －          |
| 44   | 2000年（平成12年） | 岐阜県       |                                                                     | －              | 優勝            | －          |
| 45   | 2001年（平成13年） | 熊本県       |                                                                     | 準優勝          | 優勝            | －          |
| 46   | 2002年（平成14年） | 茨城県       |                                                                     | 優勝            | －              | －          |
| 50   | 2006年（平成18年） | 奈良県       |                                                                     | 準優勝          | －              | －          |
| 52   | 2008年（平成20年） | 埼玉県       |                                                                     | 第３位          | －              | －          |
| 53   | 2009年（平成21年） | 兵庫県       |                                                                     | 第３位          | 第６位          | －          |
| 54   | 2010年（平成22年） | 鹿児島       |                                                                     | 優勝            | －              | 優勝        |
| 56   | 2012年（平成24年） | 新潟県       |                                                                     | －              | 優勝            |             |
| 60   | 2016年（平成28年） | 岡山県       | 蒜山一帯・毛無山一帯 （上蒜山、中蒜山、下蒜山、朝鍋鷲ヶ山、毛無山） | 準優勝          | 第５位          |             |
| 62   | 2018年（平成30年） | 三重県       | 鈴鹿山脈一帯 （三池岳、釈迦ヶ岳、国見岳、御在所山、鎌ヶ岳）         | －              | 優勝            |             |

- 水泳部
- 剣道部

文化部
- 文芸部
- 食物部
- 写真部
- 合唱部
- 弦楽部
- 吹奏楽部
- 邦楽部
- 美術部
- 書道部
- 天文部
- 茶道部
- 華道部
- 囲碁・将棋部
- JRC

## 著名な出身者
- 池田辰夫 - 大阪大学名誉教授、北浜法律事務所客員弁護士
- 伊集院静 - 小説家 (直木賞作家）
- 岩見隆夫 - 政治評論家（元毎日新聞論説委員）
- 岡正朗 - 山口大学学長、国立大学協会副会長
- 澤地久枝 - ノンフィクション作家
- 下関マグロ - 文筆家
- 春風亭正朝 - 落語家
- 鈴木淳  - 作曲家
- 髙樹のぶ子 - 小説家（芥川賞作家）
- 高橋明 - 元プロ野球投手・読売ジャイアンツ→西鉄ライオンズ
- 栃忠秀昭 - 十両力士
- 西本和美 - 元プロ野球選手（史上初の国立大学出身野手。筑波大卒）
- 豊嶋房太郎 - 陸軍中将
- 華城文子 - 作家
- 原田かおり - フリーアナウンサー
- 藤生通陽 - 政治家
- 藤田恒郎 - 元北海道銀行頭取、元大蔵省証券局長
- 藤田三保子 - 女優、俳人
- 藤本景子 - 関西テレビアナウンサー
- 藤本晶子 - 東海テレビアナウンサー
- 前田吟（中退） - 俳優[4]
- 池田豊 - 防府市長
- 松浦正人 - 元防府市長、元山口県議会議員
- 松野浩二 - 日立金属元社長
- 宮岡寛 - ミヤ王、ゲームクリエイター
- 宮坂学 - ヤフー株式会社2代目代表取締役社長兼CEO、東京都副知事（元登山部[5][6]）
- 山根基世 - 元NHK放送センターアナウンス室長
- 吉井光照 - 元公明党衆議院議員
- 山本貴嗣 - 漫画家
- 吉田照幸 - NHKディレクター、演出家
- 鈴々舎馬るこ - 落語家
- 和田紀夫 - 日本電信電話（NTT）社長（5代目）